# Sint-Sebastiaanskerk (Niel-bij-Sint-Truiden)

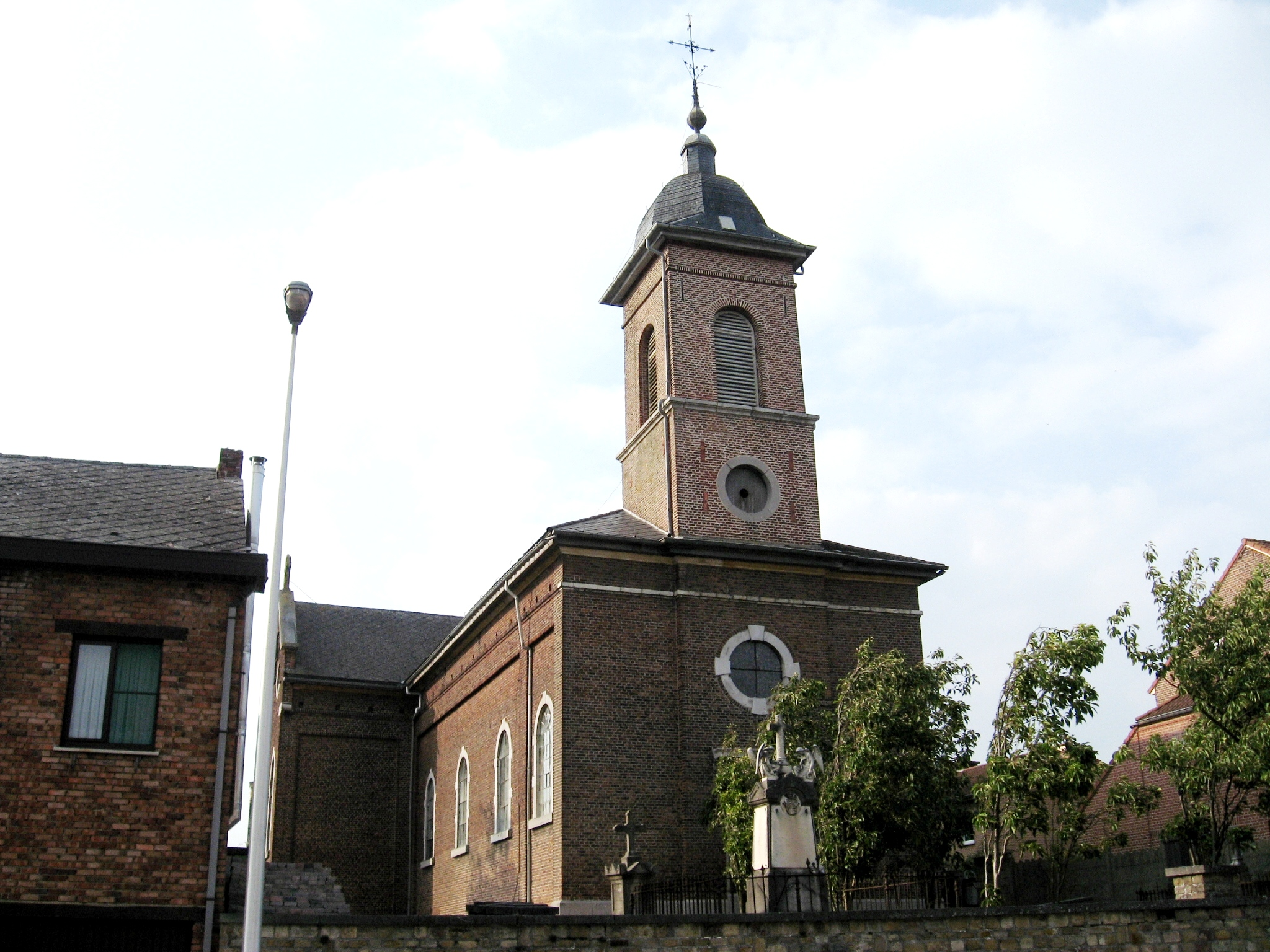
Sint-Sebastiaanskerk

De Sint-Sebastiaanskerk is de parochiekerk van Niel-bij-Sint-Truiden, gelegen aan Naamsestraat 33.
Deze kerk werd gebouwd in 1839 in neoclassicistische stijl. Een chronogram met de tekst: DIVo. sebastIano. pIe. nobIs. eXstrVCtae. nVnC. DenVo. aeDes. saCrae. sVnto verwijst naar dit jaartal. In 1888 werd een transept toegevoegd, ontworpen door Edmund Serrure jr.. Ook de halfronde apsis en een sacristie werden toen aangebouwd.
Het is een eenbeukige bakstenen kruiskerk. Er is ook gebruik gemaakt van kalksteen voor plint, deur- en vensteromlijstingen. De ingebouwde vierkante toren heeft een helmdak met daarop een lantaarn.
In de kerk vindt men een gepolychromeerd houten Mariabeeld met Kind uit de 16e eeuw en een grafsteen uit 1521. Het meubilair is goeddeels 19e-eeuws.